# My Holo Love
My Holo Love ou Holo, mon amour  au Québec (hangeul : 나 홀로 그대 ; RR : Na Hollo Geudae) est une série télévisée de science-fiction romantique sud-coréenne en 12 épisodes d’entre 49 et 57 minutes, créée par l’équipe du studio Dragon et diffusée le 7 février 2020 sur la plate-forme Netflix,,,.

## Synopsis
Han So Yeon souffre de prosopagnosie ce qui la rend incapable de reconnaître les visages. C'est pour cette raison qu'elle reste à distance des autres, même si elle excelle dans son travail.
Un jour, elle devient testeuse bêta pour l'hologramme Holo, la création de Go Nan Do. S'il a la même apparence physique que lui, sa personnalité est totalement différente.
Tous trois, au contact les uns des autres, prendront conscience de choses qu'ils ignoraient jusqu'à présent...

## Distribution
Sauf indication contraire ou complémentaire, les informations mentionnées dans cette section peuvent être confirmées par la base de données Hancinema

### Acteurs principaux
- Yoon Hyun-min (VF : Adrien Larmande) : Go Nan-do / Holo
- Ko Sung-hee (VF : Jennifer Fauveau) : Han So-yeon

### Acteurs secondaires
- Choi Yeo-jin (VF : Zina Khakoulia) : Go Yoo-jin
- Hwang Chan-sung (VF : Jonathan Amram) : Baek Chan-sung
- Lee Jung-eun : la mère de So-yeon
- Lee Yoo Mi : Ji-Hye (VF : Charlotte Hervieux)
- Kang Seung-hyun : Yoo-ram
- Kim Yong-min : l’assistant
- Kim Soo-jin (VF : Marine Lemonnier) : la mère de Nan-do
- Son Jong-hak : Nam Gi-ho
- Jung Young-ki (VF : Cédric Dumond) : Jo Jin-seok
- Jung Yeon-joo : le détective Ji-na
- Nam Myung-ryul : Baek Nam-gyu

### Apparitions exceptionnelles
- Lee Ki-chan (VF : Yoann Sover) : Yeon Gang-woo (épisodes 1–4)
- Kim Young-man (épisodes 3 et 8)
- Baek Jin-hee (épisode 6 ; voix)
- Ahn Hye-kyung (épisodes 6 (voix) et 10)
- Park Bo-gum

## Production

### Musique
La bande originale de la série My Holo Love (Music from the Netflix Original Series)  est composée par Ji Pyeong-kwon.
| No  | Titre                                                       | Durée |
| --- | ----------------------------------------------------------- | ----- |
| 1.  | Eyes on You (Feat. Jackson Lundy)                           | 2:38  |
| 2.  | Paradise (Feat. Ninos)                                      | 3:35  |
| 3.  | You Are The Only One (Feat. Elaine)                         | 4:48  |
| 4.  | Love Again (Feat. KLAZY)                                    | 4:18  |
| 5.  | White Clouds (Feat. Soullette)                              | 3:14  |
| 6.  | Shining Stars (Feat. PlayJ)                                 | 3:48  |
| 7.  | Fly Away (Feat. HANAJIN)                                    | 3:12  |
| 8.  | Opening Title                                               | 0:32  |
| 9.  | Another Day                                                 | 2:13  |
| 10. | Way Back Home                                               | 3:45  |
| 11. | An Ordinary Day                                             | 2:29  |
| 12. | Got To Know You                                             | 2:59  |
| 13. | On The Road                                                 | 2:44  |
| 14. | Alone                                                       | 2:40  |
| 15. | Car Chasing                                                 | 2:05  |
| 16. | Holo Fantasy                                                | 1:39  |
| 17. | Did I Do                                                    | 1:34  |
| 18. | When I See You                                              | 3:41  |
| 19. | Adore You                                                   | 2:34  |
| 20. | Simple Things                                               | 2:41  |
| 21. | Truth Is                                                    | 2:04  |
| 22. | Dream In A Dream                                            | 2:36  |
| 23. | Same Time                                                   | 2:07  |
| 24. | Before You Go                                               | 3:26  |
| 25. | Lose Control                                                | 3:49  |
| 26. | Emotion                                                     | 2:01  |
| 27. | Imperfect                                                   | 2:30  |
| 28. | Faded                                                       | 2:43  |
| 29. | Conflict                                                    | 3:26  |
| 30. | Into The Light                                              | 2:33  |
| 31. | Stride La Vampa (venant de Il trovatore) (Feat. Shin Della) | 2:45  |

### Fiche technique
- Titre original : 나 홀로 그대
- Titre international et français : My Holo Love
- Titre québécois : Holo, mon amour
- Création : l’équipe du studio Dragon
- Réalisation : Lee Sang-yeop et Yoon Jong-ho
- Scénario : Ryu Yong-jae, Kim Hwan-chae et Choi Sung-joon
- Musique : Ji Pyeong-kwon
- Production : Jinnie Choi

Production déléguée : Lee Hye-young
- Société de production : Studio Dragon
- Société de distribution : Netflix (monde)
- Pays d’origine :  Corée du Sud
- Langue originale : coréen
- Format : couleur - HD 1080i - Dolby Digital
- Genres : science-fiction romantique
- Saison : 1
- Épisodes : 12
- Durée : 49–57 minutes
- Date de diffusion :
  - Monde : 7 février 2020 sur Netflix